# Buckinghamshire
Buckinghamshire er et grevskab i England. Administrationsbyen (county town) er Aylesbury.
Buckinghamshire grænser op til Oxfordshire, Northamptonshire, Bedfordshire, Hertfordshire, Berkshire og Greater London. Som følge af reformen i 1974 mistede Buckinghamshire Slough og Eton til Berkshire, mens Milton Keynes (borough og distrikt) (over 250.000 indbyggere (2020) og 309 km²) blev et unitary authority i 1997. De øvrige districts (kommuner) blev sammenlagt til Buckinghamshire (cirka 560.000 indbyggere (2020) og 1.565 km²) under kommunalbestyrelsen Buckinghamshire Council (unitary authority) den 1. april 2020. Buckinghamshire County består således fra 1. april 2020 af to unitary authorities og er selv kun et historisk ceremonial county uden et amtsråd (Buckinghamshire County Council).

## Byer og Stednavne
- Amersham
- Aylesbury
- Beaconsfield
- Buckingham
- Chesham
- Farnham Royal
- Great Missenden
- High Wycombe
- Marlow
- Princes Risborough
- Wendover
- Winslow

Andre byer/stednavne i Buckinghamshire inden reformen:
- Bletchley
- Eton
- Fenny Stratford
- Milton Keynes
- Newport Pagnell
- Olney
- Slough
- Stony Stratford
- Wolverton

## Seværdigheder
- The Abbey, Aston Abbotts
- Amersham Museum
- Ascott
- Ashridge Estate
- Bekonscot
- Bernwood Forest
- Black Park
- Bletchley Park
- Blue Lagoon Local Nature Reserve
- Boarstall Duck Decoy
- Boarstall Tower
- Bradenham Village
- Bradwell Abbey
- Brill Windmill
- Buckingham Chantry Chapel
- Buckinghamshire County Museum
- Buckinghamshire Railway Centre in Quainton
- Bulstrode Park
- Chequers Court
- Chesham Museum
- Chicheley Hall
- Chiltern Open Air Museum
- Chiltern scarp
- Chinnor & Princes Risborough Railway
- Claydon House
- Cliveden
- Concrete Cows
- Coombe Hill
- The Cowper and Newton Museum
- Dorney Lake
- Dorneywood
- Emberton Country Park
- Eton College
- Eythrope
- Halton House
- Hampden House
- Hartwell House
- Hospital of St John the Baptist
- Hughenden Manor
- Ivinghoe Beacon
- Kederminster Library
- The King's Head Inn, Aylesbury
- Linford Manor
- Little Britain
- Long Crendon Courthouse
- Mentmore Towers
- Milton Keynes Museum
- Milton Keynes Peace Pagoda
- Pitstone Windmill
- Princes Risborough Manor House
- Roald Dahl Children's Gallery
- Roald Dahl Museum and Story Centre
- Shardeloes
- Snelshall Priory
- Stowe Park
- Waddesdon Manor
- West Wycombe Caves
- West Wycombe Park
- West Wycombe Village
- Whiteleaf Cross
- Winslow Hall
- Wycombe Abbey

51°46′N 0°48′V / 51.77°N 0.8°V
|  | Infoboks uden skabelon Denne artikel har en infoboks dannet af en tabel eller tilsvarende. |